# Begonia cladocarpoides
Espèce
Begonia cladocarpoides est une espèce de plantes de la famille des Begoniaceae. Ce bégonia est originaire de Madagascar. L'espèce fait partie de la section Nerviplacentaria. Elle a été décrite en 1971 par Gérard-Guy Aymonin (1934-2014) et Jean Bosser (1922-2013), à la suite des travaux de Henri Jean Humbert (1887-1967). L'épithète spécifique cladocarpoides signifie « qui ressemble à cladocarpa », de Begonia cladocarpa (klados = branche) actuel syn. de Begonia oxyloba Welw. ex Hook.f. .

## Répartition géographique
Cette espèce est originaire du pays suivant : Madagascar.